# Новоперке
Новоперке (Neopterygii) су поткласа Actinopteri. Neopterygii значи „нова пераја”. Само се мали број промена десио у току њихове еволуције од ранијих Зракоперки. Појавиле су се негде крајем Перма, пре времена диносауруса. Новорепке су веома успешна група риба, јер оне могу да се крећу много брже него њихови преци. Њихове крљушти и скелет су постајали лакши у току еволуције, а њихове вилице су постајале снажније и ефикасније. Док су електрорецептори присутни код других група риба, осим слепуља (иако слепуље нису из рода Actinopterygii, већ из Agnathans), Новоперке су изгубиле ово чуло, чак иако се касније поново развило код Gymnotiformes и сома.

## Класификација
- Ред  Semionotiformes †
- Инфракласа  Холостеи
  - Ред Lepisosteiformes
  - Ред Amiiformes

- Инфракласа  Праве кошљорибе
  - Надред Osteoglossomorpha
    - Ред Osteoglossiformes
    - Ред Hiodontiformes

  - Надред Elopomorpha
    - Ред Elopiformes
    - Ред Albuliformes
    - Ред Бодљикаве јегуље
    - Ред Anguilliformes, праве јегуље
    - Ред Saccopharyngiformes

  - Надред Clupeomorpha
    - Ред Clupeiformes

  - Надред Ostariophysi
    - Ред Gonorynchiformes
    - Ред Cypriniformes, укључујући златни караш, шаранке
    - Ред Characiformes
    - Ред Gymnotiformes, укључујући електричну јегуљу
    - Ред Siluriformes

  - Надред Protacanthopterygii
    - Ред Argentiniformes
    - Ред Salmoniformes
    - Ред Esociformes
    - Ред Osmeriformes

  - Надред Stenopterygii
    - Ред Ateleopodiformes
    - Ред Stomiiformes

  - Надред Cyclosquamata
    - Ред Aulopiformes

  - Надред Scopelomorpha
    - Ред Myctophiformes

  - Надред Lampridiomorpha
    - Ред Lampriformes

  - Надред Polymyxiomorpha
    - Ред Polymixiiformes

  - Надред Paracanthopterygii
    - Ред Percopsiformes
    - Ред Batrachoidiformes
    - Ред Lophiiformes
    - Ред Gadiformes
    - Ред Ophidiiformes

  - Надред Acanthopterygii
    - Ред Mugiliformes
    - Ред Atheriniformes
    - Ред Beloniformes
    - Ред Cetomimiformes
    - Ред Cyprinodontiformes
    - Ред Stephanoberyciformes
    - Ред Beryciformes
    - Ред Zeiformes
    - Ред Gobiesociformes
    - Ред Gasterosteiformes
    - Ред Syngnathiformes
    - Ред Synbranchiformes
    - Ред Tetraodontiformes
    - Ред Pleuronectiformes
    - Ред Scorpaeniformes
    - Ред Perciformes